# Barebone computer
En barebone computer er en delvist samlet computerplatform eller et usamlet kit af computerdele, der giver flere muligheder for tilpasning samt lavere omkostninger end en færdigsamlet computer. Barebones findes også i en bærbar udgave (kaldet barebook) og til serverbrug, og i næsten enhver form faktor, da bundkort og strømforsyning er forudinstalleret i kabinettet.

## Komponenter
Et barebone-system består typisk af et kabinet med et præ-installeret bundkort og strømforsyning. Et kølesystem, et optisk drev og en kortlæser kan også være præ-installeret. Køberen skal derefter selv udstyre barebonen med en CPU, RAM, harddisk og andre nødvendige indstikskort. Det kan f.eks. være et bedre grafikkort, lydkort eller netværkskort, hvis det indbygget i bundkortet ikke er godt nok. Perifere enheder, som et tastatur, mus og skærm, skal også købes separat.

## Overvejelser
At samle en barebone computer selv er normalt billigere end at købe en præ-konfigureret computer fra en forhandler, og kan spare både tid og arbejdskraft i forhold til at opbygge et system "fra bunden". Det er vigtigt at undersøge muligheder for opgradering af systemet, da et barebone-bundkort typisk har færre porte til indstikskort og RAM. En anden vigtig ting at undersøge er bundkortets kompatibilitet med fremtidige, hurtigere processorer og hukommelse, end dem tilgængelige ved købstidspunktet.

## Producenter
Følgende virksomheder producerer barebone computere:
- ASUSTeK Computer Inc.[3]
- Gigabyte Technology Co. Ltd.[4]
- Micro-Star International (MSI)
- Shuttle Inc.